# Camponotus ocreatus
Camponotus ocreatus är en myrart som beskrevs av Carlo Emery 1893. Camponotus ocreatus ingår i släktet hästmyror, och familjen myror. Inga underarter finns listade.

## Bildgalleri

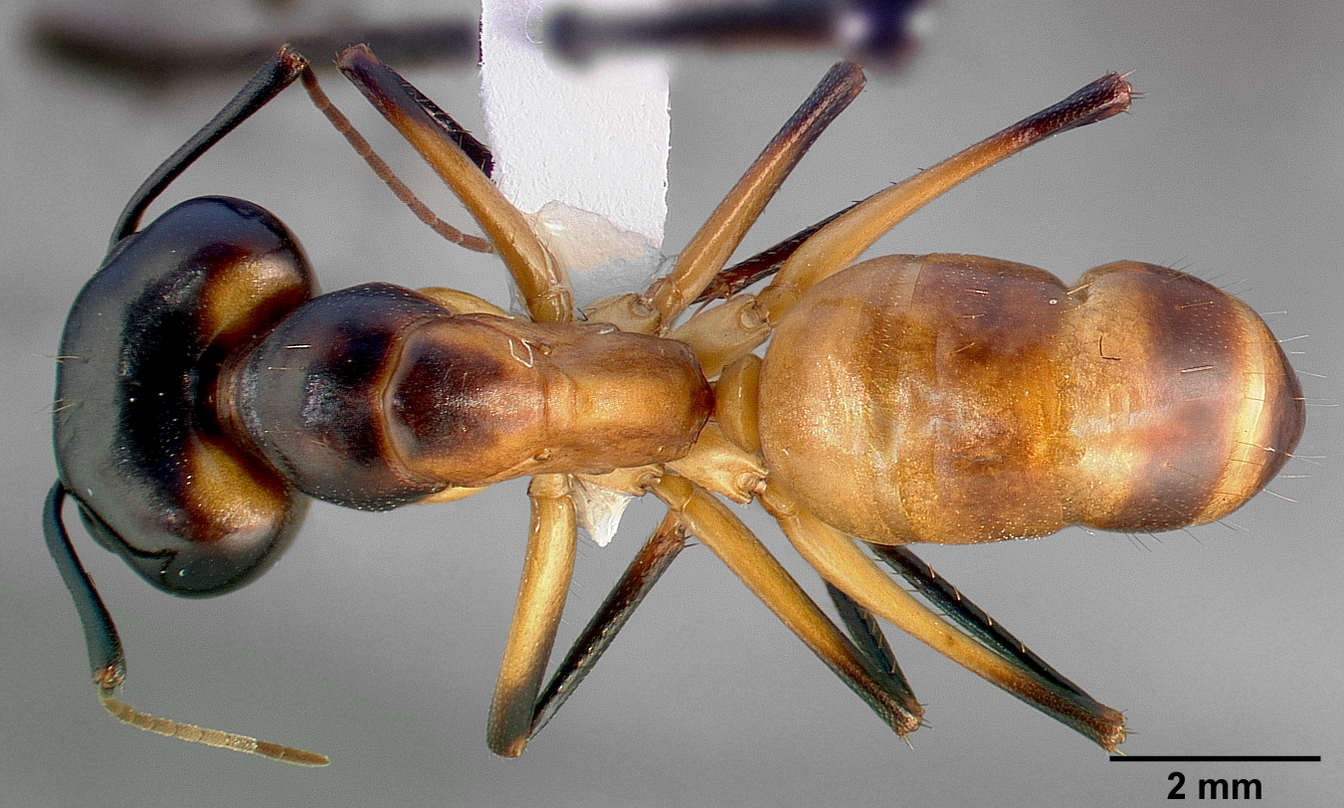
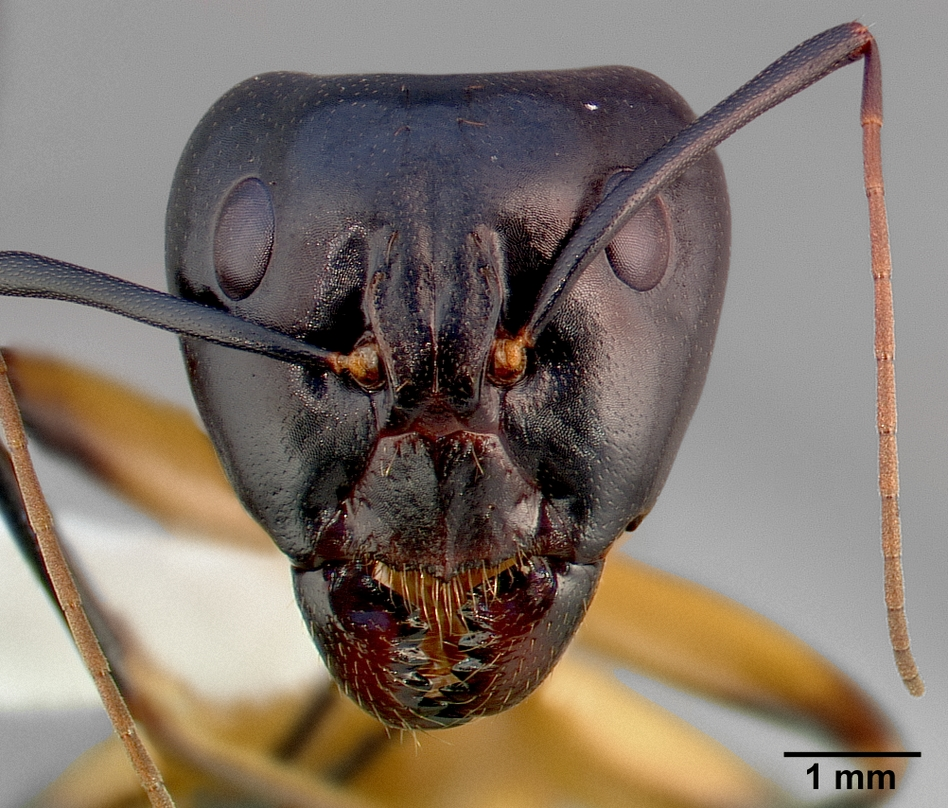
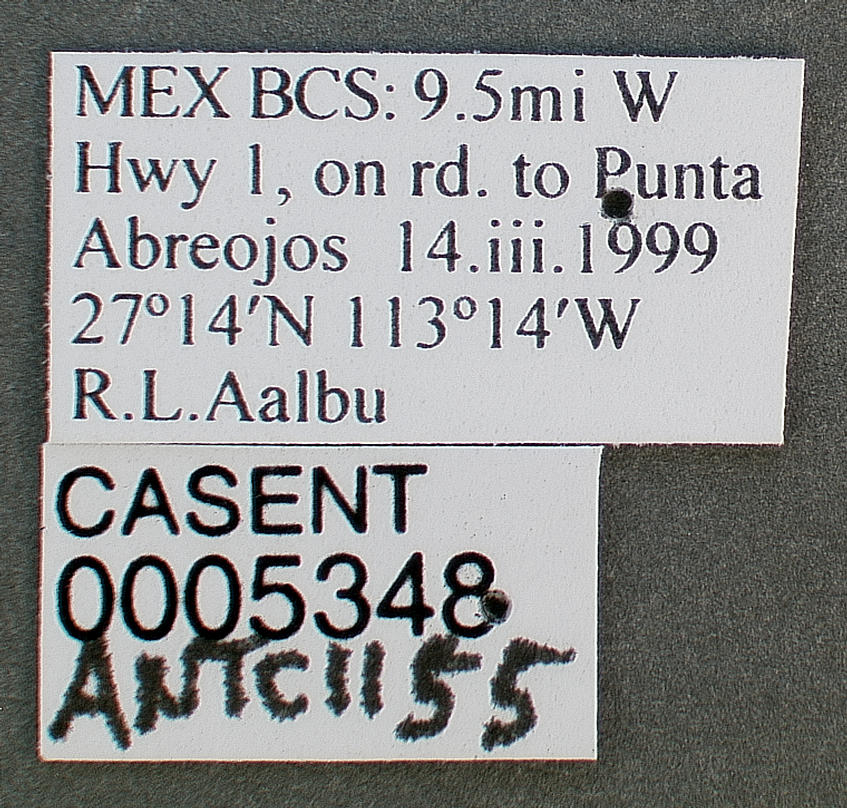
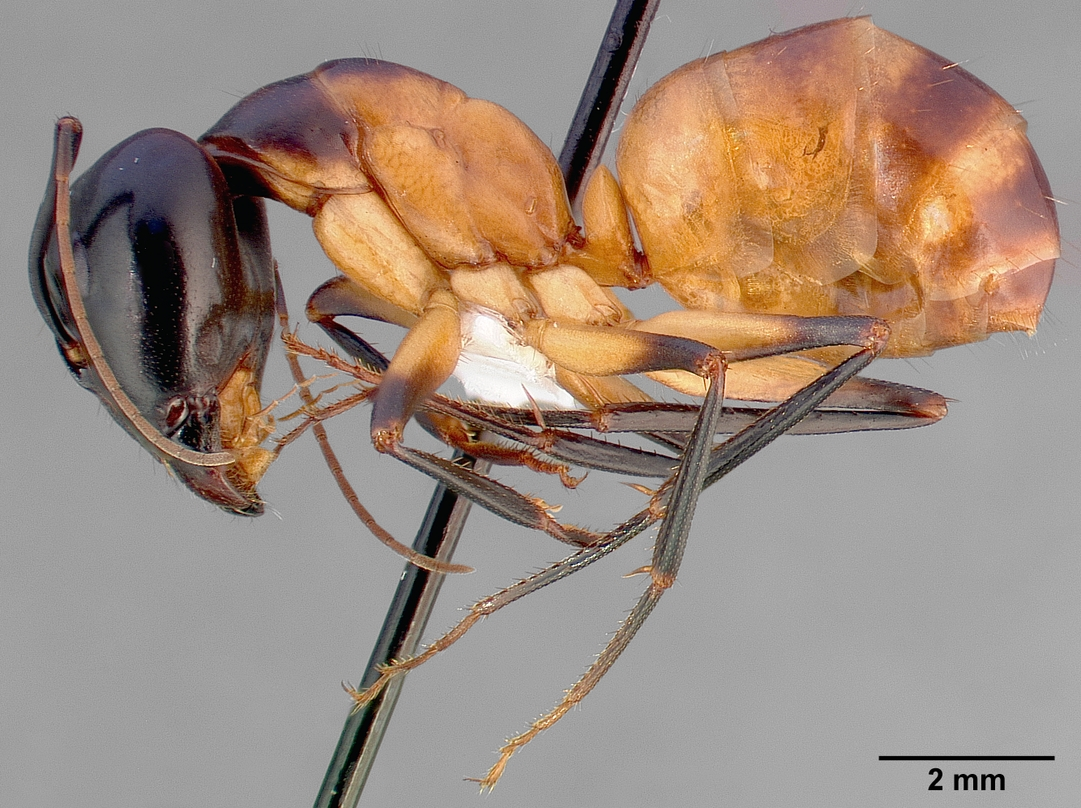
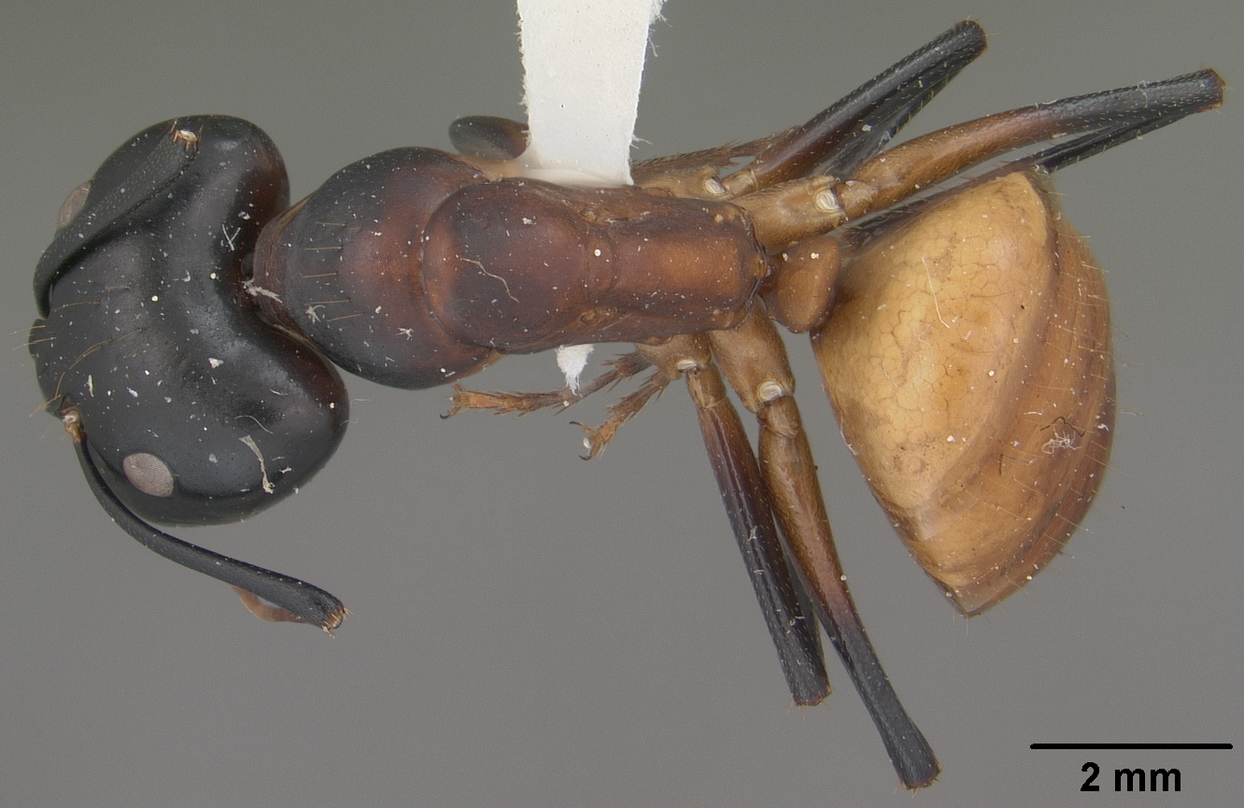
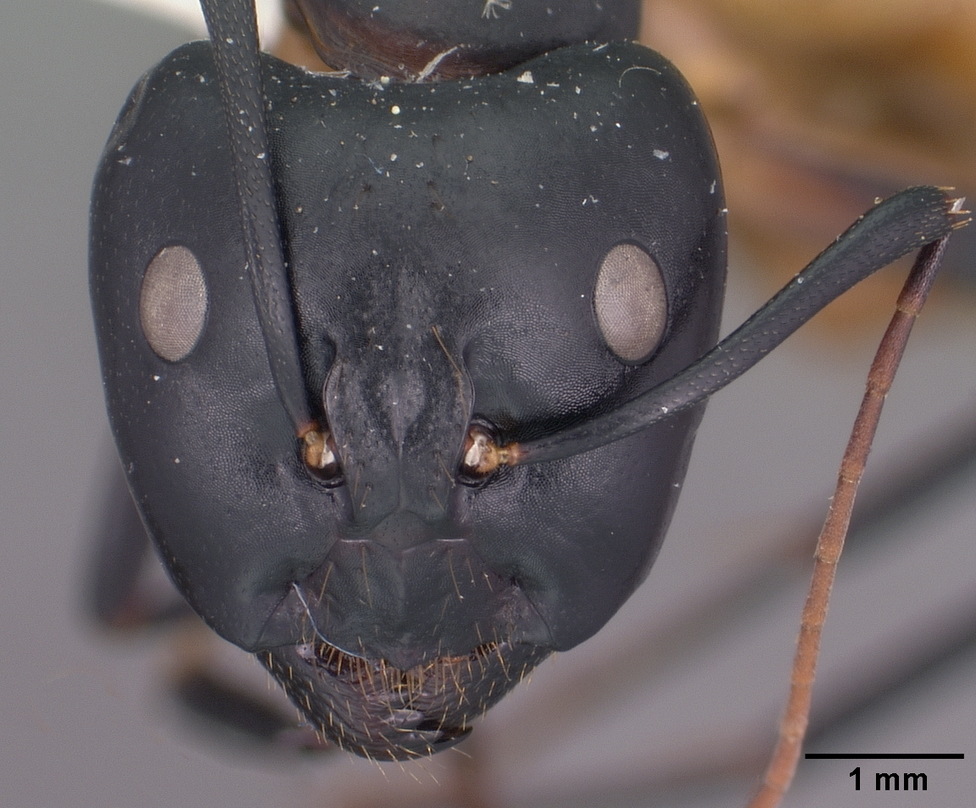